# Sunset Boulevard (film)
|  | Denne artikel omhandler Billy Wilders film fra 1950. Se også Sunset Boulevard (flertydig) |
Sunset Boulevard er en amerikansk film noir fra 1950, der har elementer af drama, horror og sort komedie. Filmen, der er opkaldt efter den berømte boulevard i Beverly Hills, er instrueret af Billy Wilder. Hovedrollerne spilles af William Holden som Joe Gillis, en ung manuskriptforfatter på spanden, og Gloria Swanson som Norma Desmond, en falmet stumfilmstjerne, der væver den intetanende Gillis ind i sit spind af drømme om nye triumfer på det hvide lærred. Erich von Stroheim, Nancy Olson, Fred Clark, Lloyd Gough og Jack Webb medvirker i biroller. Filminstruktøren Cecil B. DeMille og sensationsjournalisten Hedda Hopper spiller sig selv, og filmen har stumfilmstjernerne Buster Keaton, H. B. Warner og Anna Q. Nilsson i cameoroller.
Filmen blev vel modtaget af anmelderne, blev nomineret til elleve oscars og vandt tre. I Danmark fik den Bodilprisen for bedste amerikanske film i 1951. Den anses i dag for at være en klassiker og nævnes ofte som en af de bedste amerikanske film. Filmen var i 1989 blandt den første gruppe film, der som "kulturelt betydningsfulde" blev udvalgt til bevaring i USAs National Film Registry. I 1998 blev den rangeret som nummer 12 på det amerikanske filminstituts liste over de 100 bedste amerikanske film i det 20. århundrede.

## Handling
Åbningsscenen viser en død mand, der flyder rundt i en swimmingpool. Filmens fortællerstemme forklarer, at den afdøde var en mislykket filmmanuskriptforfatter. Filmen toner ud i et flashback, hvor fortælleren, der hedder Joe Gillis (William Holden), beskriver sit forsøg på at flygte i sin bil fra to inkassofolk. For at undslippe dem drejer han ind på Sunset Boulevard og gemmer sin bil i garagen ved et tilsyneladende forladt palæ. Han går ind i huset, hvor han møder en tysk butler (Erich von Stroheim) og en excentrisk ældre dame (Gloria Swanson), der forveksler ham med den bedemand, hun har bedt komme for at arrangere hendes afdøde chimpanses begravelse. Joe genkender hende som Norma Desmond, en tidligere stumfilmstjerne. Hun tilbyder ham et job med at hjælpe hende med et manuskript, der med hende i hovedrollen skal være hendes comeback som filmstjerne. Han tager imod tilbuddet og ser det som en tiltrængt chance for at tjene nogle penge.
Joe ender med at blive komplet økonomisk afhængig af Norma, der kaster al sin opmærksomhed på ham og strør om sig med dyrt tøj til ham. Selvom han af og til viser sit ubehag ved situationen, gør han ikke noget for at slippe. Han bliver skrækslagen, da Norma på nytårsaften afslører, at hun er forelsket i ham. Han afviser hendes forsøg på at forføre ham og kører hen til en ven, hvor der er fest. Han taler med den unge Betty (Nancy Olson), der viser interesse for han skriveri. Således inspireret til at genoptage sit liv som manuskriptforfatter, ringer han til Desmond-palæet for at sige, at han ikke kommer tilbage, men butleren fortæller at Norma har forsøgt at begå selvmord. Han skynder sig tilbage til palæet, hvor han trøster hende og bliver der. I relativ tilfredshed fortsætter de med at arbejde på manuskriptet. Da Norma mener, at manuskriptet er færdigt, sender hun det til Paramount Studios. Hun bliver ringet op af filminstruktøren Cecil B. DeMilles kontor i filmstudiet og antager, at han er interesseret i filmprojektet. Hun tager hen til studiet sammen med Joe og butleren for at møde DeMille. De to mænd finder ud af, at filmstudiet kun har ringet, fordi de vil bruge Normas gamle Isotta-Frachini-bil i en film, men skjuler sandheden for Norma. I al hemmelighed begynder Joe at mødes med Betty for at arbejde på et andet manuskript, og de forelsker sig i hinanden. Han har dog dårlig samvittighed over forholdet, da Betty er forlovet med hans bedste ven. Da Norma finder ud af det, ringer hun til Betty og antyder, hvad Joe i virkeligheden er for en mand. Han overhører samtalen og tager telefonen fra hende. Han beder Betty om at komme hen til huset, hvor han forklarer situationen og får Betty til at forlade ham. Norma misforstår hans handling og er taknemmelig, men Joe afviser hende og begynder at pakke sine kufferter. Norma truer ham med en pistol, men han tager ikke truslen alvorligt. Hun følger efter ham, da han er på vej til at gå, og skyder ham flere gange, inden han falder død om i swimmingpoolen.
Liget i swimmingpoolen er nu forklaret, og filmen vender tilbage til nutiden, hvor Norma Desmond synes at være helt opslugt af sin fantasiverden. Nyhedskameraerne ankommer til palæet for at få historien om liget i swimmingpoolen, og hun tror at hun befinder sig på filmsettet. Norma holder en tale om, hvor lykkelig hun er for at lave en film igen, der kulminerer med filmens mest berømte replik: "All right, Mr. DeMille, I'm ready for my close up". Hun går langsomt ned ad trapperne og rækker ud efter kameraet, hvorefter filmen toner ud i hvidt og fortælleren slutter med at sige, at Normas drøm om igen at optræde foran kameraerne på en uventet måde er blevet opfyldt.

## Medvirkende
- William Holden som Joe Gillis (Joseph C. Gillis)
- Gloria Swanson som Norma Desmond
- Erich von Stroheim som Max von Mayerling
- Nancy Olson som Betty Schaefer
- Fred Clark som Sheldrake, filmproducer
- Lloyd Gough som Morino, Joes agent
- Jack Webb som Artie Green
- Franklyn Farnum som bedemand
- Larry J. Blake som mand 1 fra finansieringsselskabet
- Charles Dayton som mand 1 fra finansieringsselskabet
- Jack Warden som gæst ved nytårsfest
- Cecil B. DeMille som sig selv
- Hedda Hopper som sig selv
- Sidney Skolsky som sig selv
- Buster Keaton som sig selv
- Anna Q. Nilsson som sig selv
- H. B. Warner som sig selv
- Ray Evans (pianist ved Arties fest)
- Jay Livingston (pianist ved Arties fest)
- Robert O'Connor som Jonesy
- Henry Wilcoxon som skuespiller på DeMilles Samson and Delilah (unkrediteret)

## Priser
Sunset Boulevard vandt tre oscars i kategorierne:
- Oscar for bedste scenografi, sort/hvid – scenograferne Hans Dreier, John Meehan, Sam Comer og Ray Moyer
- Oscar for bedste musik – komponisten Franz Waxman
- Oscar for bedste filmatisering – manuskriptforfatterne Charles Brackett, Billy Wilder og D.M. Marshman Jr.)

Filmen blev desuden nomineret i følgende kategorier:
- Oscar for bedste film
- Oscar for bedste instruktør – Billy Wilder
- Oscar for bedste mandlige hovedrolle – William Holden
- Oscar for bedste kvindelige hovedrolle – Gloria Swanson
- Oscar for bedste mandlige birolle – Erich von Stroheim
- Oscar for bedste kvindelige birolle – Nancy Olson
- Oscar for bedste fotografering, sort/hvid – John F. Seitz
- Oscar for bedste klipning – Arthur P. Schmidt og Doane Harrison

Sunset Boulevards 11 nomineringer blev det år kun overgået af filmen Alt om Eva (All About Eve), der var nomineret til 14 oscars og vandt 6, inklusiv oscaren for bedste film og for bedste instruktør.
I Danmark fik den Bodilprisen for bedste amerikanske film.
Filmen vandt desuden fire Golden Globe for Bedste film, Bedste kvindelige hovedrolle, Bedste instruktør og Bedste musik. Wilder og Brackett vandt en Writers Guild of America for manuskriptet, og Directors Guild of America nominerede Wilder til en pris for sin instruktion. Det amerikanske National Board of Review tildelte filmen prisen for Bedste film og Swanson for Bedste kvindelige hovedrolle.